# Fernando Eimbcke
Fernando Eimbcke Damy (Ciudad de México, México 1970) es un director de cine mexicano, dos veces galardonado con el Premio Ariel.

## Biografía

### Inicios
Eimbcke Damy quiso estudiar fotografía fija, de manera que comenzó a trabajar en este ramo con Carlos Somonte. Cuando conoció al cinematografista Emmanuel Lubezki, quien había estudiado cine, Eimbcke decidió ingresar al Centro Universitario de Estudios Cinematográficos (CUEC) de la UNAM. Aunque realizó el examen, fue rechazado y durante todo el siguiente año se dedicó sólo a ver películas. Más tarde, por fin, fue aceptado en el CUEC (1992-1996).
Inició su carrera realizando videoclips para grupos musicales alternativos como Plastilina Mosh (Mr. P-Mosh), Jumbo (Siento que), Zurdok (Si Me Advertí) y Molotov (Rastaman-dita), de los cuales obtuvo varios premios MTV. También realizó varios cortometrajes, entre ellos La suerte de la fea... a la bonita no le importa (2002), ganador del Primer Concurso Nacional de Proyectos de Cortometraje, realizado por el Instituto Mexicano de Cinematografía (Imcine).

### Consagración
Su ópera prima, Temporada de patos, se estrenó en el 2004 en las salas de cine y se convirtió en la sorpresa del cine mexicano en ese año, recibió elogios y múltiples premios, incluidos 11 Ariel de la Academia Mexicana de Cine a Mejor película, ópera prima, dirección, guion (Eimbcke, Markovitch), actor (Enrique Arreola), actriz (Danny Perea), cinematografía (Alexis Zabe), edición (Mariana Rodríguez), música (Liquits, Alejandro Rosso), dirección de arte y sonido.

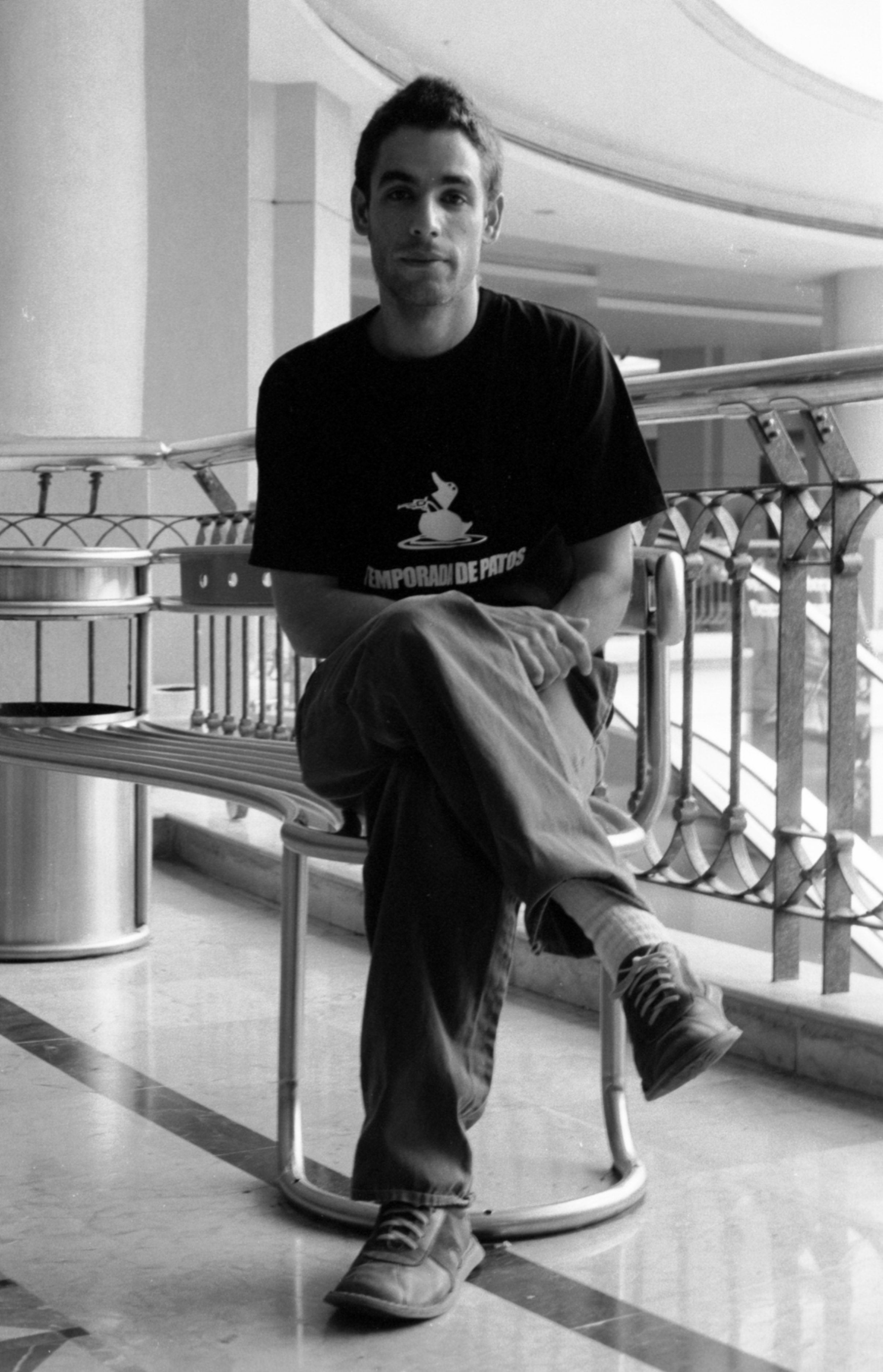
En la edición del 2008 del Festival Internacional de Cine de Guadalajara.

La idea de Temporada de patos surgió de la lectura del libro Alta fidelidad de Nick Hornby, en la cual los personajes trabajan en una tienda de discos y se la pasan platicando durante toda la novela, en la cual "no pasa nada". De ahí Eimbcke ideó unos personajes que no tienen nada que hacer en un domingo cuando se les va la luz. En un taller conoció a Paula Markovitch, quien le ayudó a retomar la historia de los personajes enfrentados al tedio de un domingo. Para empezar a darle forma a su ópera prima, Fernando recurrió a varias influencias, entre las cuales menciona a Jim Jarmusch y Yasujiro Ozu, así como películas sudamericanas como 25 watts o Nueve reinas.
Su segundo largometraje fue Lake Tahoe (2008) narra la historia de Juan, un adolescente de 16 años que recorre una ciudad en busca de una refacción para un automóvil que acaba de chocar con un poste. En su recorrido, el espectador descubre también que su familia ha perdido poco antes al padre, amargo trance que cada familiar transmite y asume a su manera. Lake Tahoe fue muy bien recibida por los medios internacionales y recibió el premio de la crítica internacional Fipresci. y el premio Alfred Bauer en reconocimiento a las nuevas perspectivas del cine en la Berlinale de febrero del 2008.
Por su tercer largometraje Club sándwich (2013) Eimbcke ganó el premio a Mejor dirección en el Festival de cine de San Sebastián.

## Filmografía

### Largometrajes
Director y guionista
- Temporada de patos (2004)
- Lake Tahoe (2008)[3]
- Club Sandwich (2013)[4]

Guionista
- Berlín, I Love You (2019)

### Cortometrajes
- Instrucciones para hacer un nudo (2009)
- Perro que ladra (2005)
- Adios a las trampas (2005)
- The Look of Love (2003)
- No sea malito  (2003)
- La suerte de la fea... a la bonita no le importa (2002)
- No todo es permanente (1996)
- Disculpe las molestias (1994)

## Premios y distinciones
Festival Internacional de Cine de San Sebastián
| Año  | Categoría                         | Película      | Resultado |
| ---- | --------------------------------- | ------------- | --------- |
| 2013 | Concha de Plata al mejor director | Club Sándwich | Ganador   |

- Por Lake Tahoe:
  - En el Festival Internacional de Cine de Berlín Berlinale 2008:[6]
    - Premio Fipresci de la Crítica Internacional
    - Premio Alfred Bauer

  - En la edición 49 del Festival Internacional de Cine de Cartagena de Indias, Premio India Catalina:[7]
    - Mejor Película: Lake Tahoe
    - Mejor Guion Original: Fernando Eimbcke y Paula Markovitch
    - Mejor Fotografía: Alexis Zabé

  - En la 7a. edición del Festival Cero Latitud de Ecuador:[8]
    - Mejor Película

  - En el XXIII Festival Internacional de Cine en Guadalajara:
    - Mejor Dirección: Fernando Eimbcke
    - Mejor Actor de Reparto: Héctor Herrera

  - En el festival de Transilvania:
    - Premio Especial

- Por La suerte de la fea… a la bonita no le importa:
  - Primer Concurso Nacional de Proyectos de Cortometraje

- Por Temporada de patos:
  - En los Premios Ariel:
    - Mejor Película: Temporada de patos
    - Mejor Dirección: Fernando Eimbcke
    - Mejor Ópera Prima Ficción: Temporada de patos
    - Mejor Fotografía: Alexis Zabé
    - Mejor Actriz: Danny Perea
    - Mejor Actor: Enrique Arreola
    - Mejor Guion Original: Fernando Eimbcke y Paula Markovitch
    - Mejor Música Compuesta para Cine: Alejandro Rosso y Liquits
    - Mejor Sonido: Lena Esquenazi, Miguel Hernández y Antonio Diego
    - Mejor Diseño de Arte: Diana Quiroz y Luisa Guala
    - Mejor Edición: Mariana Rodríguez

  - En el Festival Internacional de Cine en Guadalajara:
    - Mejor Película Nacional: Temporada de patos
    - Mejor Dirección: Fernando Eimbcke
    - Mejor Guion Original: Fernando Eimbcke y Paula Markovitch
    - Mejor Actriz: Danny Perea
    - Mejor Actor: Enrique Arreola
    - Mejor Música Compuesta para Cine: Alejandro Rosso y Liquits
    - Mejor Sonido: Lena Esquenazi, Miguel Hernández y Antonio Diego
    - Premio Fipresci (Crítica Internacional)

  - En el Festival del American Film Institute:
    - Gran Premio del Jurado

  - En el Festival Internacional de Cine de Salónica:
  - Mejor Dirección: Fernando Eimbcke
  - Premios MTV México:
    - Mejor Actriz: Danny Perea

  - En el Festival de Cine de París:
    - Premio Especial del Jurado

- Video de la gente en MTV

Mólotov, Plastilina Mosh, Jumbo y Genitallica; estos tres últimos le valieron nominaciones en el canal MTV como video de la gente con Plastilina Mosh 1998, Jumbo 2000 y Genitallica 2001.
En el 2000 recibió el premio al mejor video Iberoamericano en MTV Europa por su colaboración con el grupo español Dover.